# Europese kampioenschappen jachtgeweer
De Europese kampioenschappen jachtgeweer zijn door de European Shooting Confederation (ESC) georganiseerde kampioenschappen voor schutters.

## Geschiedenis
De eerste editie werd georganiseerd in 1955 in het Roemeense Boekarest. Het is de opvolger van de (officieuze) Europese kampioenschappen kleiduifschieten die plaatsvonden tussen 1929 en 1954.

## Edities
| Editie | Jaar | Locatie                                            |
| ------ | ---- | -------------------------------------------------- |
| 1e     | 1955 | Boekarest (Roemenië)                               |
| 2e     | 1956 | San Sebastián (Spanje)                             |
| 3e     | 1957 | Parijs (Frankrijk)                                 |
| 4e     | 1958 | Genève (Zwitserland)                               |
| 5e     | 1959 | Turijn (Italië)                                    |
| 6e     | 1960 | Trap: Parijs (Frankrijk) Skeet: Barcelona (Spanje) |
| 7e     | 1961 | Bern (Zwitserland)                                 |
| 8e     | 1962 | Beiroet (Libanon)                                  |
| 9e     | 1963 | Brno (Tsjechoslowakije)                            |
| 10e    | 1964 | Bologna (Italië)                                   |
| 11e    | 1965 | Lissabon (Portugal)                                |
| 12e    | 1966 | Lahti (Finland)                                    |
| 13e    | 1967 | Brno (Tsjechoslowakije)                            |
| 14e    | 1968 | Namen (België)                                     |
| 15e    | 1969 | Parijs (Frankrijk)                                 |
| 16e    | 1970 | Boekarest (Roemenië)                               |
| 17e    | 1971 | Suhl (BRD)                                         |
| 18e    | 1972 | Madrid (Spanje)                                    |
| 19e    | 1973 | Turijn (Italië)                                    |
| 20e    | 1974 | Antibes (Frankrijk)                                |
| 21e    | 1975 | Wenen (Oostenrijk)                                 |
| 22e    | 1976 | Brno (Tsjechoslowakije)                            |
| 23e    | 1977 | Dorset (Verenigd Koninkrijk)                       |

| Editie | Jaar | Locatie                    |
| ------ | ---- | -------------------------- |
| 24e    | 1978 | Suhl (BRD)                 |
| 25e    | 1979 | Montecatini Terme (Italië) |
| 26e    | 1980 | Zaragoza (Spanje)          |
| 27e    | 1981 | Moskou (Sovjet-Unie)       |
| 28e    | 1982 | Montecatini Terme (Italië) |
| 29e    | 1983 | Boekarest (Roemenië)       |
| 30e    | 1984 | Zaragoza(Spanje)           |
| 31e    | 1985 | Antibes (Frankrijk)        |
| 32e    | 1986 | Montecatini Terme (Italië) |
| 33e    | 1987 | Lahti (Finland)            |
| 34e    | 1988 | Istanbul (Turkije)         |
| 35e    | 1989 | Zagreb (Joegoslavië)       |
| 36e    | 1990 | Uddevalla (Zweden)         |
| 37e    | 1991 | Bologna (Italië)           |
| 38e    | 1992 | Istanbul (Turkije)         |
| 39e    | 1993 | Brno (Tsjechië)            |
| 40e    | 1994 | Lissabon (Portugal)        |
| 41e    | 1995 | Lahti (Finland)            |
| 42e    | 1996 | Tallinn (Estland)          |
| 43e    | 1997 | Sipoo (Finland)            |
| 44e    | 1998 | Nicosia (Cyprus)           |
| 45e    | 1999 | Poussan ([Frankrijk)       |
| 46e    | 2000 | Montecatini Terme (Italië) |

| Editie | Jaar | Locatie                         |
| ------ | ---- | ------------------------------- |
| 47e    | 2001 | Zagreb (Kroatië)                |
| 48e    | 2002 | Lonato (Italië)                 |
| 49e    | 2003 | Brno (Tsjechië)                 |
| 50e    | 2004 | Nicosia (Cyprus)                |
| 51e    | 2005 | Belgrado (Servië en Montenegro) |
| 52e    | 2006 | Maribor (Slovenië)              |
| 53e    | 2007 | Granada (Spanje)                |
| 54e    | 2008 | Nicosia (Cyprus)                |
| 55e    | 2009 | Osijek (Kroatië)                |
| 56e    | 2010 | Kazan (Rusland)                 |
| 57e    | 2011 | Belgrado (Servië)               |
| 58e    | 2012 | Larnaca (Cyprus)                |
| 59e    | 2013 | Suhl (Duitsland)                |
| 60e    | 2014 | Sarlópuszta (Hongarije)         |
| 61e    | 2016 | Lonato (Italië)                 |
| 62e    | 2017 | Bakoe (Azerbeidzjan)            |
| 63e    | 2018 | Leobersdorf (Oostenrijk)        |
| 64e    | 2019 | Lonato (Italië)                 |
| 65e    | 2021 | Osijek (Kroatië)                |
| 66e    | 2022 | Larnaca (Cyprus)                |
| 67e    | 2023 | Osijek (Kroatië)                |
| 68e    | 2024 | Lonato (Italië)                 |